# NGC 129
NGC 129 (ook wel OCL 294) is een open sterrenhoop in het sterrenbeeld Cassiopeia die op ongeveer 9900 lichtjaar afstand van de Aarde staat.
NGC 129 werd op 16 december 1788 ontdekt door de Britse astronoom William Herschel.